# Adamastor (mitología)

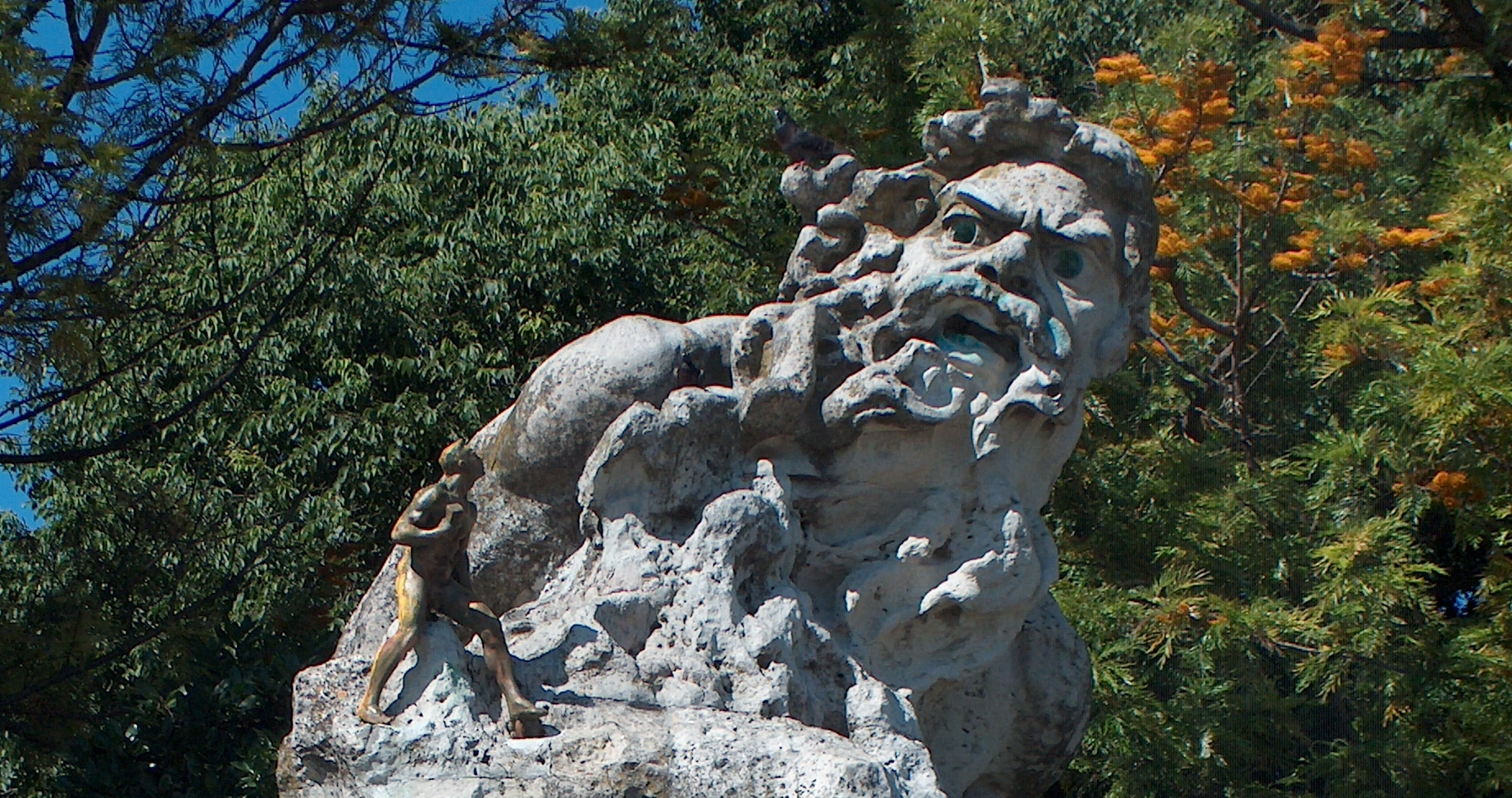
Adamastor, escultura de Júlio Vaz Júnior en el mirador de Santa Catarina (Lisboa, Portugal).

Adamastor es un personaje mitológico creado por el poeta portugués Luís de Camões en su epopeya Os Lusíadas (impresa por primera vez en 1572), como símbolo de las fuerzas de la naturaleza a las que los navegantes portugueses debían vencer durante sus descubrimientos.

## Trasfondo
Camões dotó a su creación de una historia de fondo como uno de los Gigantes de la mitología griega, desterrado al Cabo por Doris por enamorarse de su hija Tetis, apareciéndose en forma de nube tormentosa a Vasco da Gama y amenazando con arruinar a cualquiera lo suficientemente recio como para intentar atravesar el Cabo y penetrar en el océano Índico, que era el dominio de Adamastor. Adamastor se convirtió en el Espíritu del Cabo de Buena Esperanza, un abominable espectro de palidez sobrenatural.
La expedición portuguesa, guiada por Vasco da Gama, se enfrenta a la criatura preguntando «¿Quién eres?», a lo que Adamastor responde contando su historia. Profundamente conmovido, el gigante se desvanece, dispersando las nubes y calmando el mar, dejando la ruta hacia la India abierta.
Adamastor representa los peligros a los que los marineros portugueses se enfrentaban cuando intentaban rodear el Cabo de las Tormentas (Cabo das Tormentas), llamado a partir de entonces el Cabo de Buena Esperanza.